# 杭愛山脈國家公園
47°12′N 101°24′E / 47.2°N 101.4°E
杭愛山脈國家公園是蒙古國的國家公園，位於該國中部，覆蓋杭愛山地區，成立於1996年，面積8,885平方公里，受半乾旱氣候影響，有玉帶海雕、獵隼等野生鳥類棲息。